# Поход Михајла II Асена у Србији
1254. године, споразумом Бугарске и Дубровника из претходне године , бугарска војска улази у Србију. Долази до реке Лим. 
Сврха похода остаје нејасна, међутим, може се закључити из споразума, контекста и накнадних дешавања.
Према Станоју Станојевићу, сврха манастира Св. Петра.  Према вероватнијој и прагматичнијој верзији, циљ је Брсково и постизање споразума о издавању Брсковских динара са Бугарском и Дубровником. У Бугарској је доказано да кова своје новаце из времена цара Јована Асена II. Михајло II Асен је други цар који је издао бугарске новаце. Дубровник је почео ковати властите новаце од краја 13. вијека — минка. Први докази о таквим датумима датирају из 1294. Прво бугарско царство није имитирало сопствену новацу.
Прво помињање Брскова било је исте 1254. године. Помиње се у повељама, од 1254. године. Рударско-трговачко насеље, трг, за вријеме свог највећег процвата је прерасло у мањи град, око 1280. године.
У близини Брскова постоји сасвим јасно име места из тог времена — планина Асанац.